# Ceresco
Ceresco és una població dels Estats Units a l'estat de Nebraska. Segons el cens del 2000 tenia 920 habitants.

## Demografia
Segons el cens del 2000, Ceresco tenia 920 habitants, 333 habitatges, i 259 famílies. La densitat de població era de 845,7 habitants per km².
Dels 333 habitatges en un 43,8% hi vivien nens de menys de 18 anys, en un 67,6% hi vivien parelles casades, en un 6,9% dones solteres, i en un 22,2% no eren unitats familiars. En el 19,5% dels habitatges hi vivien persones soles el 9% de les quals corresponia a persones de 65 anys o més que vivien soles. El nombre mitjà de persones vivint en cada habitatge era de 2,76 i el nombre mitjà de persones que vivien en cada família era de 3,19.
Per edats la població es repartia de la següent manera: un 32,5% tenia menys de 18 anys, un 6,2% entre 18 i 24, un 33,8% entre 25 i 44, un 19,9% de 45 a 60 i un 7,6% 65 anys o més.
L'edat mediana era de 32 anys. Per cada 100 dones de 18 o més anys hi havia 103,6 homes.
La renda mediana per habitatge era de 47.574 $ i la renda mediana per família de 51.053 $. Els homes tenien una renda mediana de 33.188 $ mentre que les dones 23.029 $. La renda per capita de la població era de 17.467 $. Aproximadament l'1,5% de les famílies i el 2,9% de la població estaven per davall del llindar de pobresa.

## Poblacions més properes
El següent diagrama mostra les poblacions més properes.